# Konrad Żelazny
Konrad Piotr Żelazny (ur. 19 października 1890 w Chełmży, zm. 8 października 1939 w Szczebrzeszynie) – major piechoty Wojska Polskiego, kawaler Orderu Virtuti Militari.

## Życiorys
Urodził się 19 października 1890 w Chełmży, w ówczesnym powiecie toruńskim rejencji kwidzyńskiej, w rodzinie Pawła i Józefy z Kowalewskich. W lutym 1910 ukończył Seminarium Nauczycielskie w Grudziądzu, a 1 czerwca tego roku został zatrudniony w Szkole w Połczynie, w charakterze nauczyciela. Od 1 października 1911 do 1 października 1912 obył obowiązkową służbę wojskową w armii niemieckiej, w charakterze jednorocznego ochotnika. Po zakończeniu służby pracował jako nauczyciel w Jamnie.
W czasie I wojny światowej (od 1 sierpnia 1914 do 27 grudnia 1918) walczył w szeregach armii niemieckiej. 27 czerwca 1916 został mianowany podporucznikiem. 7 stycznia 1919 wrócił do pracy nauczyciela w Jamnie. 5 października tego roku wstąpił do tajnej Organizacji Wojskowej Pomorza. 1 lutego 1920 w Kościerzynie zorganizował batalion wartowniczy i objął jego dowództwo.
10 lutego 1920, po likwidacji batalionu wartowniczego, wstąpił do Wojska Polskiego. Służył w 66 pułku piechoty. W czasie wojny z bolszewikami dowodził kolejno kompanią techniczną (31 maja–27 lipca i 3–15 sierpnia), 11 kompanią oraz III batalionem (26 sierpnia 1920). Wyróżnił się 15 i 16 września 1920 w walkach pod Horodcem, w trakcie których został ciężko ranny. Z pola walki wyniósł go kapral Jan Kiedrowski.
17 września 1920 dowódca III batalionu 66 pp porucznik Lucjan Józef Kępiński we wniosku na odznaczenie Orderem Virtuti Militari napisał:

Ppor. Żelazny dowódca 11. kompanii i 3. kompanii ckm 66 pp dnia 15 września 1920, kiedy I batalion 66 pp będąc okrążony przez atakującą bolszewicką kawalerię cofał się za kanał Dniepr-Bug, ppor. Żelazny porwawszy sobą swą kompanię rzucił się do kontrataku na szarżującego nieprzyjaciela zadając mu ciężkie straty, zabierając przy tym konnych i pieszych jeńców oraz km. Kontratak ppor. Żelaznego przyczynił się do odbicia 2 dział z jaszczami i amunicją, pozostawionych przez pułk w ciężkiej chwili w ręku bolszewików.
W dniu 16 września 1920 kiedy nieprzyjaciel całą swą dywizją zaatakował nasze lewe skrzydło, odcinając pułk od tyłów naszych, ppor. Żelazny będąc wysuniętym najdalej ku nieprzyjacielowi został przez niego zupełnnie odcięty i dzięki tylko zimnej krwi i bohaterskiej odwadze podporucznika Żelaznego, który ze swą kompanią rzucił się z braku amunicji, na białą broń, na bolszewików, torując drogę kompanii, którą całą wycofał padając sam ciężko ranny od kul i bagnetów bolszewickich. Będąc ciężko rannym, wołał jeszcze ku 10. kompanii: „Chłopcy naprzód”. Podporucznik Żelazny, który przez kontrakcję 10. kompanii został odbity bolszewikom, zasługuje pod każdym względem na krzyż „Virtuti Militari”.

Po zakończeniu działań wojennych pozostał w służbie zawodowej, w 66 pp. 3 maja 1922 został zweryfikowany w stopniu kapitana ze starszeństwem z 1 czerwca 1919 i 469. lokatą w korpusie oficerów piechoty. 10 lipca tego roku został zatwierdzony na stanowisku pełniącego obowiązki dowódcy batalionu sztabowego. W 1924 został przesunięty na stanowisko dowódcy III batalionu. 1 grudnia 1924 został mianowany majorem ze starszeństwem z 15 sierpnia 1924 i 139. lokatą w korpusie oficerów piechoty. W październiku 1926 został przeniesiony do 4 pułku piechoty Legionów w Kielcach na stanowisko kwatermistrza. We wrześniu 1930 został przeniesiony do Powiatowej Komendy Uzupełnień Suwałki na stanowisko komendanta. Z dniem 14 listopada 1932 został przeniesiony do Powiatowej Komendy Uzupełnień Katowice na stanowisko komendanta. Z dniem 31 grudnia 1938 został przeniesiony w stan spoczynku. Od 1 stycznia 1939 mieszkał w Piekarach (obecnie dzielnica Gniezna).
W czasie kampanii wrześniowej 1939 dowodził batalionem w grupie podpułkownika Władysława Adamusa, która stanowiła część grupy „Kowel” pułkownika Leona Koca. 30 września pod Dzwolą został ciężko ranny w obie nogi. 1 października został przewieziony do szpitala w Szczebrzeszynie, gdzie amputowano mu nogę. 8 października zmarł w następstwie odniesionych ran. Został pochowany na cmentarzu parafialnym w Szczebrzeszynie.
Wdowiec, miał córkę Annę (ur. 16 stycznia 1930).

## Ordery i odznaczenia
- Krzyż Srebrny Orderu Wojskowego Virtuti Militari nr 108 – 19 lutego 1921[28][29][30][31]
- Krzyż Walecznych – 7 lutego 1921[32][30][33]
- Złoty Krzyż Zasługi – 1938 „za całokształt zasług w służbie wojskowej”[34][35]